# Incidente de Mukden

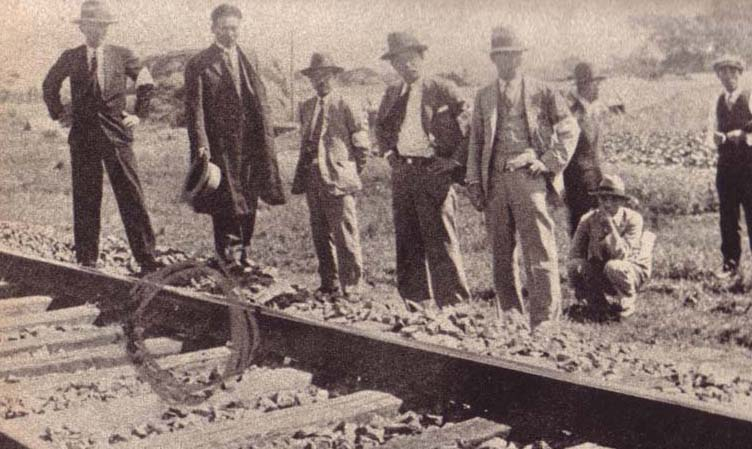
Expertos japoneses inspeccionando la zona donde se produjo el «sabotaje ferroviario», septiembre de 1931.

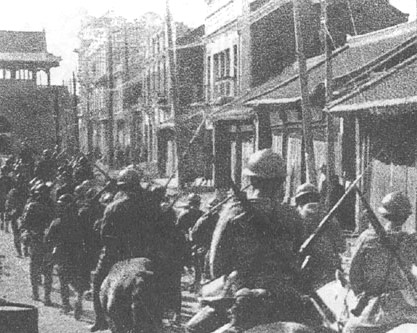
Soldados japoneses entrando en Mukden.

El incidente de Mukden (18 de septiembre de 1931), también conocido como el incidente de Manchuria o incidente del 18-9, tuvo lugar en el sur de Manchuria, cerca de Mukden (盛京; hoy Shenyang), en donde un tramo del Ferrocarril del Sur de Manchuria, gestionado por una compañía de propiedad japonesa, fue dinamitado. Oficiales ultranacionalistas japoneses volaron una sección mínima del ferrocarril junto a la ciudad. El falso ataque sirvió para justificar la ocupación de Manchuria por el Ejército de Kwantung, lo que produjo una seria crisis internacional.
Tanto la validez de los distintos acuerdos entre las dos naciones como su interpretación enfrentaba a los gobiernos chino y japonés. Aunque el Estado Mayor japonés creía posible dirimir las diferencias mediante la negociación con Zhang Xueliang, los mandos del Ejército de Kwantung exigían el uso de la fuerza y la ocupación militar de Manchuria. Si el alto mando no estaba dispuesto a utilizar los choques locales como justificación para la intervención militar, los mandos en Manchuria estaban dispuestos a crear un incidente que la desencadenase.
Durante el verano de 1931, aumentó el número de choques entre chinos y japoneses en Manchuria. A finales del verano, las relaciones bilaterales entre China y Japón habían empeorado peligrosamente.
La voladura del tramo de vía la noche del 18 de septiembre de 1931, supuestamente realizada por soldados chinos, y los consiguientes choques entre tropas chinas y japonesas que comenzaron esa noche de septiembre llevaron a la ocupación de Mukden al día siguiente. Alegando legítima defensa, unidades del Ejército de Kwantung japonés comenzaron inmediatamente a ocupar diversas localidades a lo largo de la línea férrea y pronto se extendieron por toda Manchuria.

## Antecedentes

### Japón y Manchuria
Tras la guerra ruso-japonesa (1904–1905), Japón había relevado a Rusia como potencia extranjera dominante en el sur de Manchuria. Los análisis y planes militares del imperio japonés de 1923, definían a la URSS como el probable enemigo en la siguiente guerra, y numerosos oficiales se mostraban descontentos con la situación militar japonesa de esos días. Consideraban que era necesario reforzar las fuerzas mecanizadas del Ejército y lograr el control de Manchuria para poder enfrentarse con éxito a los soviéticos. Por el contrario, los dirigentes políticos (obviamente, civiles todos ellos), sostenían que la seguridad del país, mas bien residía en fomentar el comercio y la cooperación con otras potencias, y con esa perspectiva, recortaron el presupuesto y el número de unidades de las fuerzas armadas japonesas a mediados de la década de 1920. Los intentos del ministro de Asuntos Exteriores japonés Shidehara de mejorar las relaciones con China a cambio de concesiones en Manchuria alarmó y enfureció a los oficiales del ejército japonés.

### Nacionalismo chino y planes militares japoneses

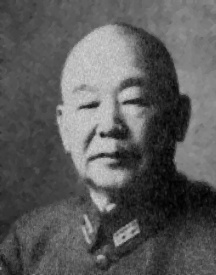
El general Yoshitsugu Tatekawa, responsable del departamento de espionaje del Estado Mayor (el «segundo departamento») se mostró favorable al uso de la fuerza en Manchuria y no impidió el estallido del incidente en septiembre de 1931.

La situación empeoró con el éxito de la Expedición del Norte del Kuomintang, que deseaba reunificar China e incluía los territorios bajo control japonés en sus planes; la expansión de sus partidarios por Manchuria con el permiso del caudillo militar de la región, el «joven mariscal» Zhang Xueliang, inquietó al Gobierno nipón. El enfoque pacifista del Ministerio de Asuntos Exteriores, empeñado en un acuerdo con los nacionalistas chinos a cambio de concesiones, resultaba catastrófico a ojos de muchos de los oficiales. En abril de 1930, en su evaluación anual de la situación militar, el Estado Mayor japonés se declaró a favor del fin de la influencia china en Manchuria. El plan aprobado incluía tres posibilidades: presión sobre el régimen de Zhang para asegurar los intereses japoneses en la región, su sustitución si esta presión no daba resultado o, en última instancia, la ocupación militar de Manchuria si fracasaban las dos primeras opciones. La primera opción fracasó por la renuencia del Gobierno a colaborar para presionar a Zhang. Ante esta situación, en su evaluación de 1931, el Ejército decidió tratar de aplicar la segunda alternativa, la eliminación de Zhang y su sustitución por una autoridad favorable a los intereses japoneses, incluso sin la colaboración del Gobierno de Tokio. El alto mando del Ejército se mostró dispuesto a intervenir en Manchuria si sucedía algún incidente y destacados miembros del servicio secreto (las secciones rusa y china del segundo departamento del Estado Mayor nipón) se decidieron a provocar uno, con el beneplácito del jefe del servicio, el general Yoshitsugu Tatekawa. Aunque el alto mando mantenía en general una actitud de prudencia respecto a Manchuria, algunos de sus miembros respaldaban la actitud del Ejército de Kwantung a favor de la intervención militar.
La situación en Manchuria tenía otros aspectos importantes para los militares: estos temían que el Gobierno volviese a reducir el presupuesto militar por la crisis económica y accediese a reducir el Ejército en la próxima conferencia internacional de desarme, prevista para febrero de 1932. La tensión en la región debía impedir que se consumasen los temores de los militares.

### Intentos de conciliación y crecimiento de la tensión bilateral
Durante la primavera de 1931, el embajador japonés en funciones —el Gobierno chino se había negado a otorgar credenciales al candidato propuesto por Tokio por su historial de relaciones con el país— trató de dirimir las diferencias con el Gobierno de Nankín. Sin embargo, el ministro de Asuntos Exteriores chino, Wang Zhengting, observando el fortalecimiento de la posición china, anunció un plan para recuperar en un corto periodo de tiempo los derechos chinos perdidos en los diversos tratados con las potencias, que desbarató las conversaciones. El contenido filtrado de una conversación privada entre el embajador japonés y el ministro chino en la que este reiteraba su intención de abolir las concesiones a las potencias, incluyendo las realizadas a Japón en Manchuria, indignó a los militares japoneses. Durante el verano, creció el número de choques entre chinos y japoneses en Manchuria.

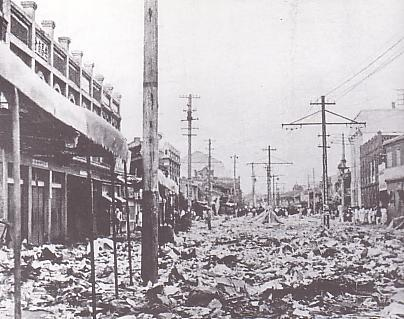
Aspecto de Pionyang tras los disturbios antichinos desatados por el incidente de Wanpaoshan en el verano de 1931.

A finales del verano de 1931, las relaciones bilaterales entre China y Japón habían empeorado peligrosamente. Un capitán japonés del servicio de espionaje había sido fusilado por los chinos cuando realizaba labores de reconocimiento de paisano en una región remota de Manchuria; se sucedieron los disturbios anticoreanos en Manchuria y antichinos en Corea. Los chinos impusieron el boicoteo de los productos nipones.
Parte de la tensión se debía al deseo japonés de que las autoridades chinas reconociesen su derecho a comerciar y arrendar tierras en Manchuria y su especial interés en la región; tanto el Gobierno chino como el movimiento nacionalista rechazaban estas pretensiones. Los japoneses veían también con malos ojos los intentos chinos de minar su influencia económica en la región mediante la construcción de ferrocarriles y puertos alternativos a los que controlaban. La diferente interpretación de los diversos tratados entre las potencias y China conducía a continuos roces. El Gobierno chino consideraba que las concesiones obtenidas por Japón en el Tratado de 1915 eran ilegítimas y que los japoneses ni siquiera observaban las limitaciones de este; el Gobierno japonés acusaba a los chinos de infringir el tratado y de sabotear su aplicación. Tanto la validez de los distintos acuerdos entre las dos naciones como la interpretación de los mismos enfrentaba a los dos Gobiernos.
Aunque el Estado Mayor japonés creía posible dirimir las diferencias mediante la negociación con Zhang, los mandos del Ejército de Kwantung exigían el uso de la fuerza y la ocupación militar de Manchuria. Si el alto mando no quería utilizar los choques locales como justificación para la intervención militar, los mandos en Manchuria estaban dispuestos a crear un acontecimiento que la desencadenase.

### Confabulación
El coronel Seishirō Itagaki, del Estado Mayor del Ejército de Kwantung y responsable de la sección de espionaje, y el teniente coronel Kanji Ishiwara, entre otros oficiales —unos veintiséis en total— planearon el incidente. Varios de ellos tenían relación con los «órganos del servicio especial», una organización de espionaje del Ejército de Kwantung. El proyecto no contaba con el beneplácito del Gobierno de Tokio ni con la del Estado Mayor japonés, pero sí con la aquiescencia de numerosos altos oficiales del Ejército y de miembros del servicio secreto japonés. El plan de los oficiales consistía en utilizar a varios cientos de los aventureros japoneses que pululaban por Manchuria, disfrazarlos con uniformes del ejército de Zhang Xueliang, que creasen disturbios en Mukden y que finalmente detonasen una pequeña bomba cerca de la vía del ferrocarril sudmanchuriano que justificase una intervención militar. En julio Itagaki había viajado a Tokio y logrado la anuencia y ayuda de los oficiales del departamento de espionaje para sus planes. A finales del mismo mes, los confabulados habían logrado trasladar obuses de Port Arthur a Mukden para neutralizar la nueva aviación china, ya que el Ejército de Kwantung carecía de ella. A comienzos de agosto, en una nueva conferencia secreta de altos mandos —entre ellos los jefes del Ejército de Corea, de Taiwán, de Kwantung, el viceministro de Defensa o el vicejefe del Estado Mayor—, los mandos del Ejército de Kwantung comunicaron sus preparativos para una campaña y recibieron el apoyo de los mandos presentes.

## Acontecimientos
La noche del 18 de septiembre de 1931, supuestamente soldados chinos volaron parte del Ferrocarril del Sur de Manchuria. Alegando legítima defensa, unidades del Ejército de Kwantung japonés comenzaron inmediatamente a ocupar diversas localidades a lo largo de la línea férrea y pronto se extendieron por toda Manchuria. Los japoneses se apresuraron a asegurar que sus acciones no se debían únicamente a la voladura de poco más de medio metro de rieles, sino a la acumulación —real— de provocaciones por parte de los chinos, aunque también las tropas y civiles japoneses habían provocado a las autoridades chinas.

### Contexto inmediato
Ante la tensa situación en Manchuria, el emperador japonés se entrevistó con los ministros del Ejército y de la Marina el 10 y 11 de septiembre, para asegurarse en vista de la situación de la disciplina en ambos. En respuesta a la preocupación del Gobierno —el ministro de Asuntos Exteriores japonés había recibido información sobre el inminente fingimiento de un sabotaje con los chinos— y de la Casa Imperial, el ministro de Guerra, el general Minami, decidió enviar a toda prisa un representante (el propio general Tatekawa) para aconsejar prudencia a los mandos en Manchuria e indicar la falta de apoyo gubernamental a cualquier acción militar. El enviado era naturalmente favorable a los conspiradores y no estorbó sus planes.

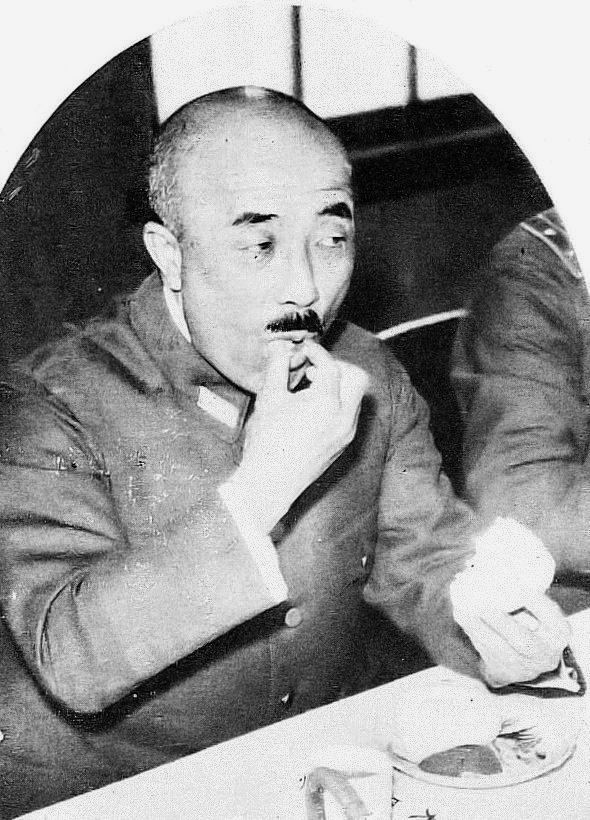
El coronel Seishirō Itagaki, uno de los principales conspiradores del incidente, se encargó de retrasar la comunicación de las órdenes del alto mando que trataron de evitar que se produjese. Más tarde, tomó el mando inicial de las operaciones que extendieron los combates por la región.

Tatekawa partió el 15 de septiembre pero, para entonces, los conspiradores ya conocían su misión. Tras dudar entre adelantar el atentado —previsto para el 28— o anularlo por falta de apoyo del Estado Mayor, parte de los confabulados, entre ellos Itagaki e Ishiwara, decidieron adelantarlo para frustrar la misión de Tatekawa. Ante la inminente llegada de este y para no tener que desobedecer sus órdenes, los confabulados habían resuelto acelerar sus planes, desechado el uso de los aventureros japoneses y decidido llevar a cabo por sí mismos el planeado sabotaje. Este se fijó finalmente para la noche del 18.
Mientras el alto mando del Ejército regresaba a Port Arthur tras unas maniobras, Itagaki quedó en Mukden como oficial veterano del mando local para recibir a Tatekawa, que llegó el 18 de septiembre. El general se quejó de no haber podido descansar durante el viaje e indicó estar dispuesto a tratar de su misión oficial al día siguiente, como sugirió Itagaki. Se le condujo inmediatamente a una posada japonesa, donde se emborrachó. Su acción y el retraso en comunicar el mensaje de las autoridades militares permitió el desencadenamiento del incidente. Más tarde Tatekawa confesó haber permitido el retraso a propósito para no entorpecer los planes de los jóvenes oficiales. Mientras el general dormía, los conspiradores hicieron explotar la bomba que desencadenó la crisis.
Ante la evidencia de una inminente acción militar ya el 12 del mes, el jefe de la policía de Fushun y el director del ferrocarril sudmanchuriano acudieron al cónsul general el 17 para que evitase la acción de los militares. Convencido días antes por el propio Honjō —comandante en jefe del Ejército de Kwantung— de lo incorrecto de estas sospechas, el cónsul Hayashi se limitó a enviarle un telegrama, que fue interceptado y retrasado por sus subordinados —se lo entregaron el 19, ya en Mukden tras el estallido de los combates—.
La misma tarde del 18 de septiembre, el cónsul japonés en Mukden tuvo una reunión formal con el general chino al mando de la guarnición para tratar de resolver mediante la diplomacia la crisis surgida por la ejecución del oficial Nakamura; con la admisión china de la culpabilidad de sus soldados en el ajusticiamiento del oficial japonés, había serias perspectivas de acabar con la crisis. Se hizo un receso a las ocho de la tarde que el cónsul aprovechó para tratar, infructuosamente, de incluir a un oficial del Ejército de Kwantung en las conversaciones. El personal del consulado no logró encontrar a ninguno de los oficiales, que habían acudido a sus puestos en espera del estallido de la crisis planeada. El propio Itagaki debía participar en las conversaciones bilaterales entre chinos y japoneses que se estaban desarrollando para acabar con las tensiones entre los dos países.

### Incidente
Según la versión japonesa, una pequeña patrulla escuchó una detonación alrededor de las 22:00 horas y se acercó al lugar del que parecía provenir. Allí se encontró con que una pequeña sección de los rieles había sido aserrada (treinta y una pulgadas). Una vez en el lugar, la patrulla fue atacada desde los campos al este de la línea férrea. La patrulla contraatacó y persiguió a los atacantes hasta encontrarse frente a unos trescientos o cuatrocientos hombres. El teniente al mando de la patrulla solicitó refuerzos a la 3.ª Compañía, que se encontraba de maniobras a menos de dos kilómetros de allí. El expreso de Changchun pasó entonces por la zona de la detonación sin sufrir percance alguno, a pesar de los intentos japoneses de detenerlo, ya que temían que descarrilase; a las 22:30, llegaba sin novedad a Mukden. Itagaki, que había regresado a su puesto tras dejar a Tatekawa después de la cena, dio orden de enviar los refuerzos solicitados desde Mukden, lo que aumentó la escala del conflicto.
Alrededor de las 22:50 llegó al lugar de los combates la 3.ª Compañía, mientras que la 1.ª y 4.ª se dirigían allí también desde Mukden y la 2.ª lo hacía desde Fushun, al este. Pasada la medianoche, llegaron las compañías enviadas desde Mukden y los alrededor de quinientos japoneses atacaron a los cerca de diez mil chinos acantonados en el Cuartel del Norte, a unos 250 m de la línea férrea. Tras una hora de feroces combates, los japoneses se hicieron con el cuartel y las tropas chinas se retiraron.
Según la versión china, la explosión en la línea se había producido alrededor de una hora después de la aparición de un tren que paró cerca del cuartel, que comenzó a ser atacado alrededor de las 11:00 Las tropas chinas se habían retirado en general sin ofrecer gran resistencia.
El autor de la voladura había sido el capitán Imada Shintaro, del departamento de espionaje militar, ayudado a la fuerza por un ferroviario. Trasladados al lugar en una dresina, eligieron una pequeña bomba que no causase grandes daños. A continuación se apostaron centinelas para impedir la reparación de la vía, que al día siguiente rechazaron la intervención de los ferroviarios.
Poco después de las 23 horas, hubo una reunión de urgencia del mando del Ejército de Kwantung cuando llegó la noticia del comienzo de los combates. A pesar de los temores iniciales de los partidarios de extender el conflicto, el comandante del Ejército se dejó convencer para tomar el control de las ciudades cercanas. Honjō ordenó la movilización de sus unidades, a pesar de que Itagaki ya lo había hecho bajo su propia autoridad, sin esperar el permiso de su superior.

### Acciones posteriores
El coronel Hirata Yukuhiro dirigió el ataque a la ciudad vieja, amurallada, a las 23:30 , que quedó en su poder alrededor de las 3:40 horas del día siguiente después de vencer la única resistencia real al asalto, la de la policía local. Durante la noche, dos cañones de gran calibre recientemente traídos a la ciudad desde Japón bombardearon los cuarteles chinos y el aeródromo de la ciudad; los soldados chinos, aterrorizados por el bombardeo, abandonaron la urbe. Con refuerzos provenientes del norte, se capturaron el arsenal y el aeródromo locales alrededor de las 7:30 . El Cuartel Oriental, a algunos kilómetros al noreste de la ciudad, quedó bajo control japonés pasado el mediodía, lo que completó la toma de todos los puntos estratégicos de la ciudad y sus alrededores. Llegado Honjō a Mukden en la mañana del 19 y decidido ya a apoyar las acciones de sus subordinados, solicitó a Tokio el envío de tres nuevas divisiones para extender el dominio japonés a toda Manchuria.
La misma noche, unidades japonesas desarmaron sin encontrar resistencia a fuerzas chinas en Andong, Yingkou, Liaoyang y otras localidades menores. Los japoneses atacaron Changchun, término del Ferrocarril del Sur de Manchuria, la noche del 18 de septiembre y la capturaron alrededor de las 15:00 del día siguiente.

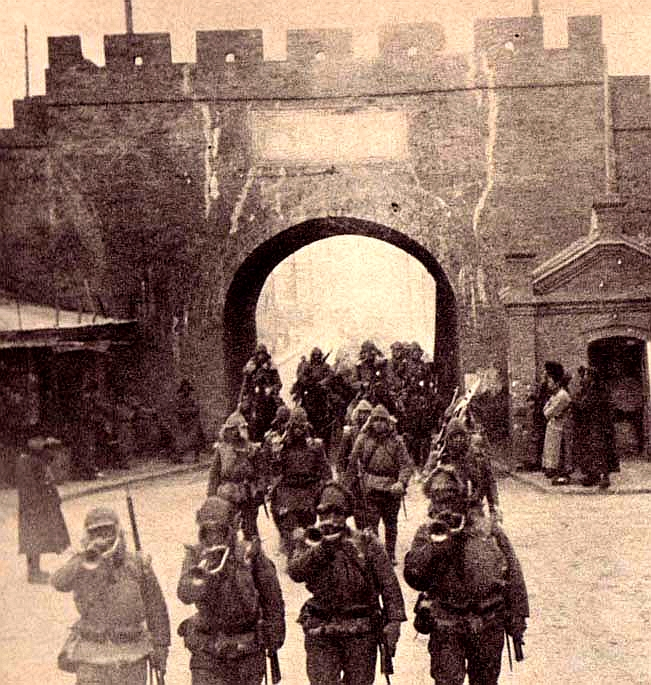
Entrada de tropas japonesas en Qiqihar el 19 de noviembre de 1931.

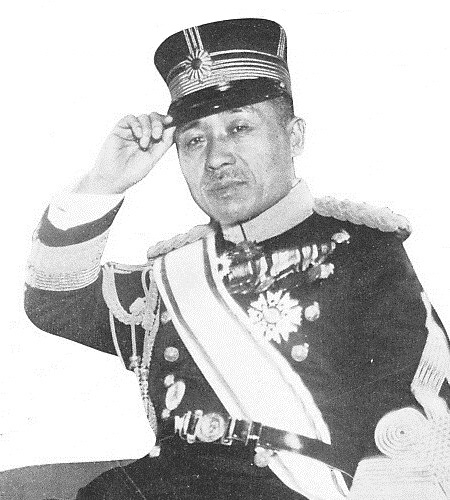
Shigeru Honjō, comandante del Ejército de Kwantung. Acabó por respaldar las acciones de sus subalternos para extender la ocupación japonesa de Manchuria.

El 20 y con relaciones cada vez más tensas con el consulado, al que los mandos acusaban de estar privando del respaldo de Tokio mediante sus informes desfavorables, los mandos del Ejército de Kwantung se enfrentaron a la disyuntiva de acatar las órdenes gubernamentales y restringir los choques o extender los combates. Los mandos decidieron finalmente utilizar las informaciones de la tensa situación en Jilin y Harbin para enviar tropas a la primera, sin tener que convencer a Honjō. Inmediatamente se ordenó avanzar hacia Jilin a la 2.ª División. Esta cayó en sus manos sin combate el 21, ya que el teniente general Xi Qia decidió no oponer resistencia para evitar la destrucción de la ciudad. Estas operaciones estaban controladas por los mandos involucrados en la conspiración, que apartaron en la práctica al comandante en jefe del Ejército de Kwantung.
En Jilin, se obligó a Xi Qia a proclamar la independencia de la provincia. La desprotección de Mukden por el ataque a Jilin sirvió de justificación al Ejército de Corea para cruzar la frontera sin autorización, avanzar hasta aquella y tomar a continuación Liaoyuan y Hsinmin. La misma tarde llegó la noticia a Tokio; al día siguiente, el jefe del Estado Mayor trató en vano de que el emperador aprobase las operaciones.
Una vez dominado el sur de Manchuria, los militares deseaban marchar hacia el norte y ocupar Harbin, donde el servicio secreto fomentaba los disturbios y el cónsul local exigía la intervención justificándola con la necesidad de proteger a los cuatro mil residentes japoneses en la ciudad. Sin embargo, tanto el Gobierno como el Estado Mayor y el ministro de Defensa se negaron repetidamente a permitir un avance sobre Harbin, sopesando incluso la evacuación de la colonia japonesa.

### Reacciones

#### Intentos del consulado japonés de acotar la crisis
A las 22:30, el consulado japonés en Mukden recibió notificación de la explosión en el ferrocarril por parte del ejército; durante la noche, los chinos trataron de que el consulado detuviese el avance de las tropas y de que comenzaran las negociaciones. El consulado comunicó estas peticiones a los militares, que las ignoraron. Impidieron además que la compañía ferroviaria reparase las vías.

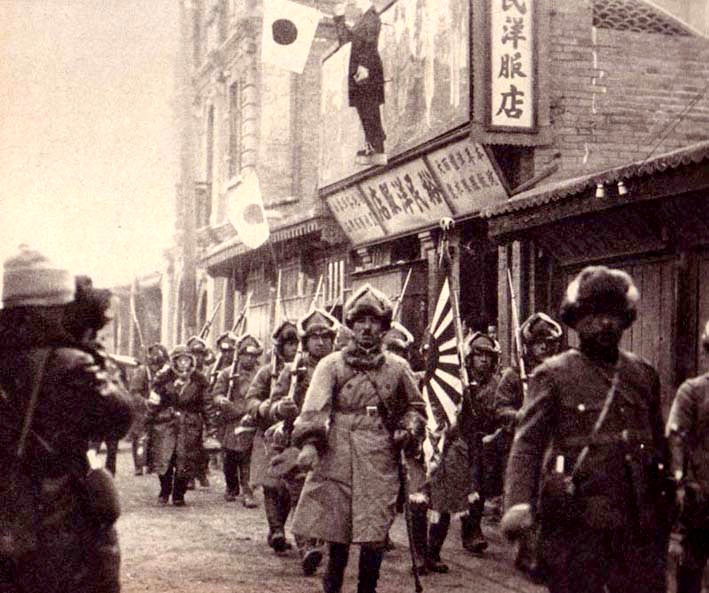
Tropas japonesas entrando en una ciudad de Manchuria tras el incidente de Mukden. El respaldo de los mandos militares y la debilidad del Gobierno facilitaron la extensión del conflicto.

#### Fracaso del gobierno japonés en frenar a sus militares
El Gobierno japonés se sorprendió por el incidente —las primeras noticias llegaron al Ministerio de Guerra alrededor de las 2:00 horas del día 19— y en los días siguientes responsables civiles y militares trataron de lograr el apoyo del emperador, que finalmente respaldó a los primeros y solicitó al Gobierno que limitase su trascendencia y la reacción japonesa. El Estado Mayor, por el contrario, se mostró favorable a un enfrentamiento con China. A pesar de las declaraciones del primer ministro japonés de la decisión del Gobierno de limitar las acciones militares, que indicaban el resultado de la reunión de urgencia mantenida la mañana del 19 de septiembre, una reunión posterior de los máximos mandos militares —el jefe del Estado Mayor, el ministro de Guerra y el inspector general de instrucción— decidió ignorar la conclusión gubernamental y otorgar el mando de las operaciones al propio Ejército de Kwantung. En la práctica, esto otorgaba carta blanca a las unidades en Manchuria para ocupar toda la región, por iniciativa de los subalternos extremistas del Ejército de Kwantung, que fueron planteando hechos consumados al impotente comandante del mismo. Según los mandos militares en Japón, con simpatías cada vez más claras por las operaciones en Manchuria, cualquier provocación podría justificar la acción de las unidades desplegadas en Manchuria o Corea. Al comienzo, no obstante, el Gobierno logró impedir que se otorgase permiso al Ejército de Corea, necesario para extender las operaciones, para participar en el conflicto, a pesar de la simpatía de los altos mandos en Tokio hacia las acciones en Manchuria. En la reunión del Consejo de Ministros del 22 de septiembre, este se negó a consentir el cruce de la frontera coreana, temeroso de la reacción de la Sociedad de Naciones y convencido de que el aumento de las unidades en Manchuria complicaría su repliegue. Tras la reunión, el ministro de Defensa, Minami, anunció que una de las divisiones coreanas ya había cruzado la frontera y el jefe del Estado Mayor trató en vano de obtener el permiso imperial para la maniobra; el primer ministro Wakatsuki Reijirō se negó también a prometer al emperador que el gabinete aprobaría la medida al día siguiente.
Finalmente, el 23 de septiembre, el gabinete se reunió para aprobar con renuencia una partida para el sostenimiento de las tropas del Ejército de Corea en Manchuria, a pesar de la oposición de algunos ministros, contrarios a las operaciones militares. Temeroso de retirar las tropas de Corea y dejar a los once mil soldados del Ejército de Kwantung frente a unos doscientos cincuenta mil hombres de Zhang Xueliang y de posibles represalias chinas a los residentes japoneses en Manchuria, el Consejo de Ministros se sometió a los hechos consumados y aprobó sufragar los gastos militares de las tropas llegadas a Manchuria desde Corea. El emperador dio finalmente su consentimiento a las operaciones militares que se habían llevado a cabo. Los mandos de Manchuria lograron además el respaldo de los principales responsables de la compañía del ferrocarril del Sur de Manchuria, hasta entonces generalmente opuestos a la postura de los militares y partidarios de la diplomacia. La cooperación de la compañía de ferrocarriles era crucial para garantizar un rápido transporte de las tropas.

#### Fracaso de la intercesión del embajador japonés en China
Ante la extensión de los combates, los intentos del embajador japonés en funciones, que por entonces planeaba viajar con el ministro de Finanzas chino Tse-ven Soong a Manchuria para resolver la crisis, de contener el conflicto resultaron inútiles; Soong le informó de que China había decidido solicitar la intervención de la Sociedad de Naciones. Tokio había tratado en todo momento de resolver la crisis bilateralmente, sin intervención de la Sociedad. El 25 de septiembre, rechazó una propuesta británica de investigación y el 28, otra china de buscar la intercesión de mediadores neutrales.

#### Planes militares japoneses para Manchuria
Opuestos, sin embargo, a la ocupación directa del territorio y descartada ya la permanencia en él de Zhang, los militares japoneses optaron por tratar de aplicar la segunda opción de su plan estratégico para Manchuria: imponer un nuevo régimen favorable a Japón. Kenji Doihara, un experto en China y en operaciones especiales, sugirió el establecimiento de una Manchuria independiente basada supuestamente en un movimiento independentista local, el origen de Manchukuo. A diferencia de los anteriores intentos de independizar la región de China, esta vez fue el propio Ejército de Kwantung y su servicio secreto el encargado de la campaña. Doihara fomentó el establecimiento de Gobiernos locales que declararon su independencia de China y de Zhang e intimidó al último emperador de la dinastía Qing para centralizar estos movimientos independentistas, siempre bajo control japonés. Por ejemplo, los generales chinos Xi Qia y Zhang Haipeng rompieron con el gobierno de Nankín y pasaron a colaborar con los japoneses. Además, el servicio secreto local llevó a cabo una serie de provocaciones en diversos puntos de la región para justificar la intervención del Ejército y asegurar la cooperación de Puyi, al comienzo reacio a abandonar Tianjin. El 13 de noviembre, el antiguo emperador de China apareció en Mukden, después de desaparecer de Tianjin, por intercesión de Doihara, a quien el mando del Ejército de Kwantung había encargado el regreso de Puyi si este se mostraba dispuesto.

### Comisión Lytton

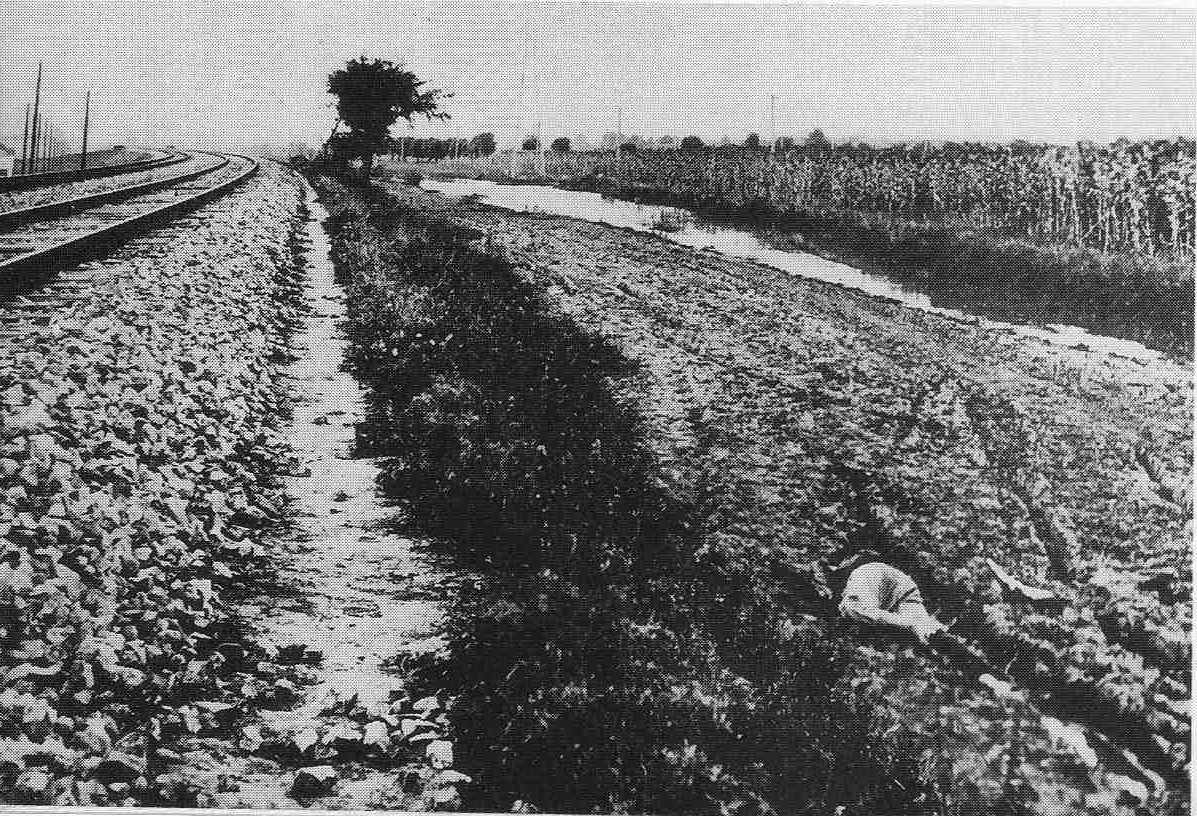
Lugar de la explosión que dio lugar al incidente que desencadenó las operaciones militares que culminaron con la formación del nuevo Estado títere de Manchukuo.

La Comisión Lytton, enviada por la Sociedad de Naciones para investigar el atentado, se limitó a repetir la versión japonesa del suceso, sin valorar su veracidad, a pesar de que algunos de sus miembros dudaban de que fuese cierta. Para probar lo cierto de su versión, los japoneses presentaron a los observadores los cadáveres de algunos soldados chinos, supuestamente abatidos según huían del lugar de la explosión; por otro lado, afirmaban que el expreso de Mukden había podido sortear la explosión, afirmación que pareció dudosa a algunos. La comisión indicó que los japoneses habían puesto en marcha tras el sabotaje un plan establecido con antelación —como así admitieron los japoneses—, mientras que las fuerzas chinas carecían de planes para atacar a las fuerzas o civiles japoneses. Las fuerzas japonesas habían sorprendido con su rápida acción a las chinas. Los daños a la línea férrea habían sido mínimos. Dados estos hechos, la comisión rechazó la alegación japonesa de haber actuado en legítima defensa.
La naturaleza conspirativa del incidente se descubrió después de la Segunda Guerra Mundial en los Juicios de Tokio. Su origen se debía a la confabulación de un propagandista al servicio de la compañía ferroviaria, Shūmei Ōkawa, con ciertos jóvenes oficiales del Ejército de Kwantung. Estos, junto con oficiales del Estado Mayor y del Ministerio de la Guerra, habían conspirado contra el Gobierno en marzo de 1931; abandonaron su intentona solo tras el veto del vacilante ministro, el general Kazushige Ugaki.

## Consecuencias

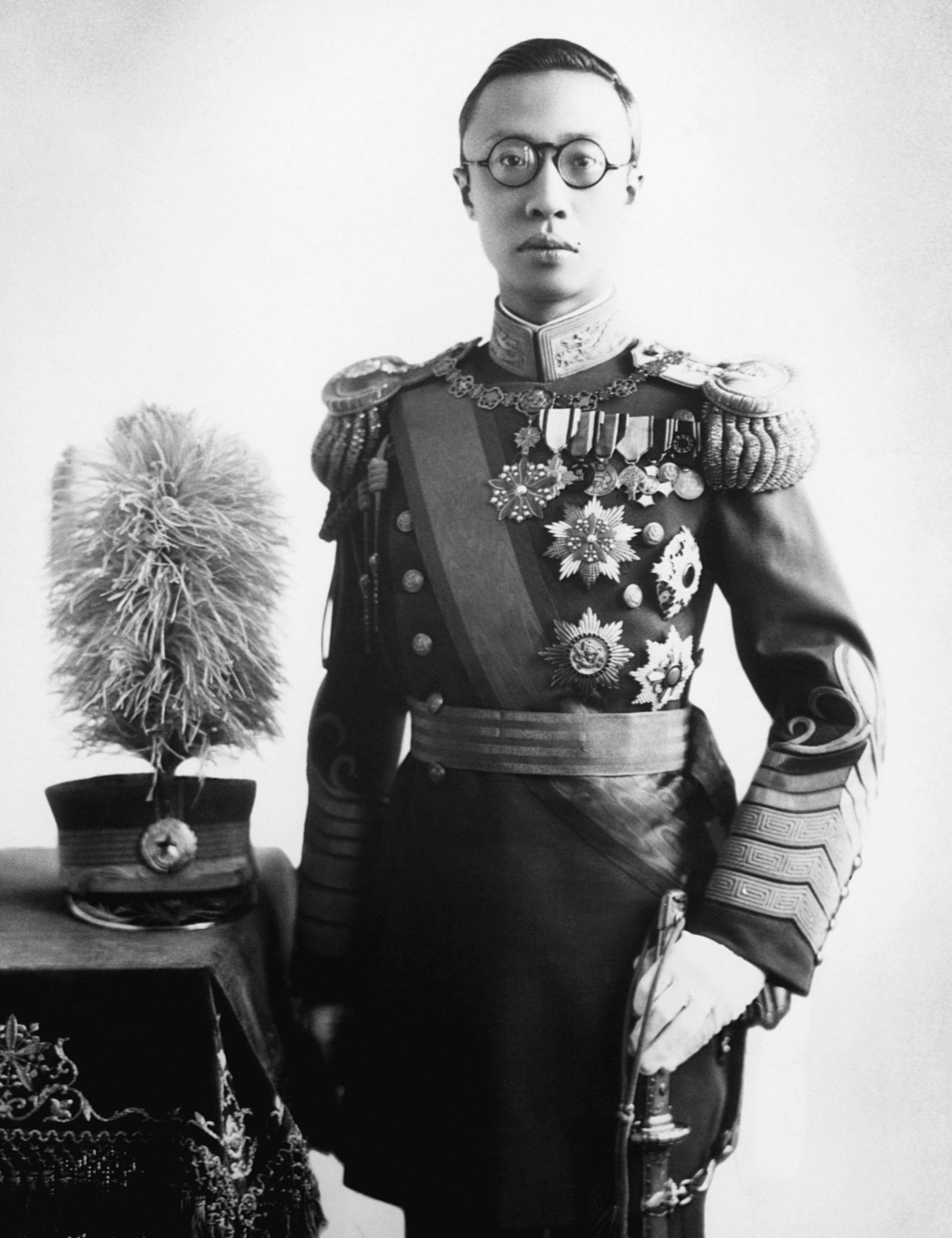
Puyi, último emperador chino, con uniforme del nuevo Manchukuo, del que fue jefe de Estado.

Aunque el Gobierno japonés se opuso a la estratagema y sus dirigentes se comprometieron con la Sociedad de Naciones a retirarse, el Ejército establecería posteriormente el Estado títere de Manchukuo en febrero de 1932. Si el 25 de septiembre el débil gabinete Wakatsuki había prometido a la Sociedad el repliegue de sus unidades, el 8 de octubre el Ejército de Kwantung bombardeó sin permiso previo Jinzhou. Las acciones de los militares debilitaban cada vez más al Gobierno de Wakatsuki. Los mandos del Ejército de Kwantung dirigían a su antojo las operaciones militares, con el respaldo de las autoridades militares en Japón, dejando paralizado al Gobierno. El alto mando defendía las acciones de los jóvenes oficiales al tiempo que criticaba la corrupción gubernamental; esta actitud llevó a los oficiales a creer que sus actividades no recibirían castigo alguno siempre que se presentasen en nombre de la «reconstrucción nacional». El incidente no solo reforzó la influencia del Ejército, sino que aumentó su poder en la vida política japonesa y contribuyó a minar el sistema político. Dentro del propio Ejército, reforzó la posición de los ultranacionalistas.
Los llamamientos de China a la Sociedad de Naciones y a los Estados Unidos resultaron infructuosos. Una resolución de la Sociedad exigía la retirada militar japonesa a la zona del ferrocarril antes del 16 de noviembre, pero el Gobierno, debilitado por otro intento de golpe de Estado militar en octubre y la amenaza constante de uno nuevo, no se atrevió a ordenar su cumplimiento a pesar del perjuicio para la diplomacia nipona. Japón se retiró posteriormente de la Sociedad de Naciones en 1933. Aunque la mayoría de los países no reconoció al nuevo Estado, ninguna de las potencias se mostró dispuesta a enfrentarse militarmente a Japón para devolver la región a China, y esta era demasiado débil para lograrlo por sí misma. Los Estados Unidos anunciaron en enero de 1932 que no reconocerían las conquistas japonesas en China. El incidente supuso en la práctica el comienzo del enfrentamiento entre los dos países que se desencadenaría abiertamente en 1937.
La ocupación japonesa de Manchuria afectó además a la relación de poder en la región y tensó las relaciones entre soviéticos y japoneses, hasta entonces relativamente cordiales. La expansión japonesa produjo temor entre los dirigentes soviéticos a un posible ataque japonés. La debilidad militar soviética en la región llevó al reforzamiento de sus defensas y a que la diplomacia soviética adoptase una actitud conciliadora hacia Japón, que incluyó el ofrecimiento reiterado de un pacto de no agresión, el de venta de su parte del ferrocarril transmanchuriano y la apertura de un consulado de Manchukuo en Moscú.
La campaña redujo además la disciplina de las unidades del Ejército nipón respecto del Estado Mayor y del Gobierno, que tuvieron cada vez mayores dificultades para controlar las acciones de los mandos de las unidades desplegadas en China; una de estas condujo finalmente a la guerra abierta con China en el verano de 1937.

## Acontecimientos relacionados
El Gobierno de la República Popular China inauguró el Museo del Incidente del 18-9 en Shenyang (nombre desde 1933 de Mukden) el 18 de septiembre de 1991. El primer ministro japonés Ryutaro Hashimoto fue una de las personalidades que visitaron el museo en 1997.